# کلودیو فوسکارینی
کلودیو فوسکارینی (انگلیسی: Claudio Foscarini؛ زادهٔ ۱۹ نوامبر ۱۹۵۸) بازیکن فوتبال اهل ایتالیا است.
از باشگاه‌هایی که در آن بازی کرده‌است می‌توان به باشگاه فوتبال پیاچنزا و باشگاه فوتبال آتالانتا اشاره کرد.